# Campeonato Sul-Americano de Clubes de Futsal de 2013 - Zona Sul
O Campeonato Sul-Americano de Clubes de Futsal de 2013 - Zona Sul foi uma competição de clubes de futsal do continente, onde o campeão disputava contra o campeão da Zona Norte o título continental.

A Zona Sul foi realizada na cidade de Canelones no Uruguai entre 7 de dezembro e 13 de dezembro.

Entre 18 de dezembro e 21 de dezembro será realizada a final entre os campeões das duas zonas que definirá o campeão sul-americano.

## Formato
A Zona Sul foi composta de dois grupos de cinco times cada, onde os dois primeiros e os dois segundos colocados de cada grupo se classificaram para as semifinais da fase sul. O campeão da Zona Sul, estava classificado para a fase final.

## Participantes
| País                  | Equipe              |
| --------------------- | ------------------- |
| Argentina · (2 vagas) | Boca Juniors        |
| Argentina · (2 vagas) | River Plate         |
| Brasil · (2 vagas)    | ADC Intelli         |
| Brasil · (2 vagas)    | Minas               |
| Chile · (2 vagas)     | Palestino           |
| Chile · (2 vagas)     | Deportes Concepción |
| Paraguai · (2 vagas)  | Cerro Porteño       |
| Paraguai · (2 vagas)  | Pablo Rojas         |
| Uruguai · (2 vagas)   | Nacional            |
| Uruguai · (2 vagas)   | Peñarol             |

## Primeira fase

### Grupo A
| Equipes       | Pts | J | V | E | D | GP | GC | SG  |
| ------------- | --- | - | - | - | - | -- | -- | --- |
| ADC Intelli   | 10  | 4 | 3 | 1 | 0 | 27 | 12 | +15 |
| River Plate   | 6   | 4 | 1 | 3 | 0 | 16 | 15 | +1  |
| Peñarol       | 5   | 4 | 1 | 2 | 1 | 22 | 19 | +3  |
| Cerro Porteño | 5   | 4 | 1 | 2 | 1 | 20 | 19 | +1  |
| Palestino     | 0   | 4 | 0 | 0 | 4 | 9  | 29 | -20 |

### Grupo B
| Equipes             | Pts | J | V | E | D | GP | GC | SG  |
| ------------------- | --- | - | - | - | - | -- | -- | --- |
| Minas               | 10  | 4 | 3 | 1 | 0 | 28 | 3  | +25 |
| Pablo Rojas         | 7   | 4 | 2 | 1 | 1 | 15 | 14 | +1  |
| Boca Juniors        | 6   | 4 | 1 | 3 | 0 | 11 | 10 | +1  |
| Deportes Concepción | 2   | 4 | 0 | 2 | 2 | 7  | 23 | -16 |
| Nacional            | 1   | 4 | 0 | 1 | 3 | 10 | 21 | -11 |

## Fase final

### Play-Offs
|  | Semifinais                         | Semifinais                         |       |                                    | Final                              | Final |  |
|  |                                    |                                    |       |                                    |                                    |       |  |
|  | 12 de dezembro de 2013 - Canelones |                                    |       |                                    |                                    |       |  |
|  | ADC Intelli                        | 4                                  |       |                                    |                                    |       |  |
|  | Pablo Rojas                        | 1                                  |       |                                    |                                    |       |  |
|  |                                    |                                    |       |                                    |                                    |       |  |
|  |                                    |                                    |       |                                    | 13 de dezembro de 2013 - Canelones |       |  |
|  |                                    |                                    |       |                                    | ADC Intelli                        | 4 (6) |  |
|  |                                    | Minas                              | 4 (5) |                                    |                                    |       |  |
|  |                                    |                                    |       |                                    |                                    |       |  |
|  |                                    |                                    |       |                                    |                                    |       |  |
|  |                                    |                                    |       |                                    | Terceiro lugar                     |       |  |
|  | 12 de dezembro de 2013 - Canelones | 12 de dezembro de 2013 - Canelones |       | 13 de dezembro de 2013 - Canelones | 13 de dezembro de 2013 - Canelones |       |  |
|  | Minas                              | 3                                  |       | Pablo Rojas                        | 3                                  |       |  |
|  | River Plate                        | 2                                  |       |                                    | River Plate                        | 7     |  |

#### Semifinais
| 12 de dezembro | ADC Intelli                           | 4 – 1     | Pablo Rojas      | Ginásio Sérgio Matto, Canelones                             |
| 19:00          | Diece 3' · Jé 24', 25' · Vinícius 34' | Relatório | David Benítez 5' | Árbitro: URY Daniel Rodríguez Árbitro 2: PER Mario Espichán |

| 12 de dezembro | Minas                              | 3 – 2     | River Plate                            | Ginásio Sérgio Matto, Canelones                         |
| 21:00          | Everton 16', 31' · Diego Belém 31' | Relatório | Jonathan Soto 10' · Lucas Francini 28' | Árbitro: PER César Málaga Árbitro 2: URY Julio Martínez |

#### Terceiro lugar
| 13 de dezembro | Pablo Rojas                             | 3 – 7     | River Plate | Ginásio Sérgio Matto, Canelones                              |
| 19:00          | David Benítez 3', 36' · Hugo Delgado 6' | Relatório | Martín Persec 13', 27' · Lucas Francino 18' · Diego Giustozzi 33' · Santiago Francini 37', 38' · Jonathan Soto 39' | Árbitro: CHL Milton Candia Árbitro 2: BRA Gean Coelho Telles |

#### Final
| 13 de dezembro | ADC Intelli                        | 4 – 4 (pro) | Minas                                                    | Ginásio Sérgio Matto, Canelones |
| 21:00          | Falcão 7' · Jé 14', 39' · Caio 48' | Relatório   | Everton 6' · Xande 15' (t.l.d.) · Kelson 20' · Lucas 42' | Árbitro: ARG Darío Santamaría Árbitro 2: PRY Jorge Galeano Auxiliar: PER César Málaga Cronometrista: URY Daniel Rodríguez Anotador: ARG Leandro Lorenzo |

| ADC Intelli | Minas |

|                                                           |       | Penalidades                                                           |  |
| Vinícius: Caio: Renan: Jé: Falcão: Gadeia: Ciço: Marinho: | 6 – 5 | Kelson: Lucas: Diego Belém: Pequeno: Xande: Helinho: Attos: Djaelson: |  |

## Premiação
| Campeão da Zona Sul              |
| Brasil                           |
| -------------------------------- |
| ADC Intelli/Orlândia (1º título) |